# Luc Morisset
Luc Morisset (1958) è un ex sciatore alpino francese.

## Biografia
Morisset, originario di Isola, vinse il titolo nazionale francese nello slalom gigante nel 1980; non prese parte a rassegne olimpiche né ottenne piazzamenti in Coppa del Mondo o ai Campionati mondiali.

## Palmarès

### Campionati francesi
- 1 oro (slalom gigante[2] nel 1980)